# Wilhelm Velke
Wilhelm Velke (* 22. Januar 1854 in Velpke; † 28. Januar 1940 in Gießen) war ein deutscher Historiker und  Bibliothekar.

## Leben
Velke studierte ab 1873 klassische Philologie und Geschichte in Leipzig und Marburg. Während seines Studiums wurde er 1874 Mitglied der Burschenschaft Alemannia Marburg. Nach seinen Studien wurde er am 20. Dezember 1877 an der Universität Marburg zum Dr. phil. promoviert und legte ein Jahr später sein Examen für das höhere Lehramt ab. Er hatte in späteren Jahren auch einen Professorentitel inne. 1876 war er als „Hilfarbeiter“ an der Bibliothek der Universität in Marburg tätig, von 1877 bis 1878 dann an der Georg-August-Universität Göttingen. 1878/1879 war Velke dann Assistent an der Bibliothek des Instituts für Altertumswissenschaften in Straßburg.
1879 kam Velke nach Mainz und war in der Stadtbibliothek Mainz als Bibliothekar tätig. Ab 1885 wurde er endgültig als Stadtbibliothekar fest eingestellt und 1891 zum Oberbibliothekar ernannt. Bis 1907 leitete in dieser Funktion die Stadtbibliothek Mainz sowie die mit ihr verbundenen Institutionen Stadtarchiv Mainz, Gutenberg-Museum und Münzkabinett. Ab 1883 war Velke zudem noch als Direktor der städtischen Sammlungen für Wissenschaft und Kunst unter anderem für die Gemäldesammlung des Altertummuseums (des heutigen Landesmuseums Mainz) verantwortlich. Er gehörte dem ersten Denkmalrat an, der aufgrund des 1902 im Großherzogtum Hessen erlassenen neuen Denkmalschutzgesetzes, des ersten modernen Denkmalschutzgesetzes in Deutschland, zusammentrat. Velkes Nachfolger als Leiter der Stadtbibliothek war seit 1908 Gustav Binz; Velke selbst trat 1913 in den Ruhestand und zog sich später nach Gießen zurück.
Ein Schwerpunkt seiner wissenschaftlichen Tätigkeit war unter anderem die Geschichte des Buchdrucks und das historische Umfeld von Johannes Gutenberg. Er war Mitbegründer der Gutenberg-Gesellschaft und des Gutenberg-Museums. Zudem war er verantwortlich für die im Jahr 1900 in Mainz stattfindenden „Feierlichkeiten zum 450-jährigen Jubiläum der Buchdruckerkunst“.

## Schriften (Auswahl)
- Die Gutenbergfeier in Mainz. In: Centralblatt für Bibliothekswesen, Jg. 4, 1887, S. 463–465 (Digitalisat).
- Wilhelm Velke, Friedrich Soldan: Die Landgrafen und Grossherzöge von Hessen-Darmstadt. Mainz 1894.
- Wilhelm Velke (u. a.): Festschrift zum fünfhundertjährigen Geburtstage von Johann Gutenberg. Zabern Verlag Mainz, 1900.
- Zur frühesten Verbreitung der Druckkunst. 1. Von Mainz nach Eltville. In: Festschrift zum 500jährigen Geburtstage von Johannes Gutenberg, Hrsg. Otto Hartwig. Mainz 1900, S. 323–346
- Gutenberg-Fest zu Mainz im Jahre 1900 zugleich Erinnerungs-Gabe an die Eröffnung des Gutenberg-Museum am 23. Juni 1901.
- Zu den Bücheranzeigen Peter Schöffers. Veröffentlichungen der Gutenberg-Gesellschaft. 5 - 7, Mainz 1908, S. 221–235.